# Parapenaeonella distincta
Parapenaeonella distincta är en kräftdjursart som beskrevs av Sueo M. Shiino 1949. Parapenaeonella distincta ingår i släktet Parapenaeonella och familjen Bopyridae. Inga underarter finns listade i Catalogue of Life.